# R (Rosé)
R (reso graficamente -R-) è il singolo di debutto della cantautrice neozelandese-sudcoreana Rosé, pubblicato il 12 marzo 2021 e costituito da due tracce: On the Ground e Gone.

## Pubblicazione
Il 2 giugno 2020 è stato annunciato che Rosé avrebbe debuttato come artista solista dopo l'uscita del primo album in studio delle Blackpink, The Album. Il 25 gennaio 2021, sul canale YouTube delle Blackpink, è stato caricato un video teaser di 33 secondi dove mostrava Rosé cantare uno snippet di una traccia contenuta all'interno del singolo. L'etichetta di Rosé, la YG Entertainment aveva rivelato di aver «completato tutte le riprese del video musicale del brano del suo singolo solista a metà gennaio», e l'uscita sarà «sicuramente diversa dal solito stile musicale delle Blackpink».
Subito dopo, è stato annunciato che Rosé avrebbe presentato in anteprima la traccia presente nel teaser intitolata Gone, al primo concerto live streaming delle Blackpink, chiamato The Show il 31 gennaio 2021. Il 2 marzo 2021 è stato ufficialmente annunciato che Rosé avrebbe debuttato come solista il 12 marzo, rendendola il primo membro delle Blackpink a pubblicare un lavoro in solitaria dopo Solo di Jennie nel 2018. Il 4 marzo è stata diffusa una nuova foto promozionale annunciando così per la prima volta il nome del brano principale, On the Ground.

## Promozione
Rosé ha eseguito per la prima volta Gone il 31 gennaio 2021 durante il concerto in live streaming delle Blackpink The Show. Il 14 marzo successivo ha debuttato a Inkigayo esibendosi sia con Gone che con On the Ground. Il 16 marzo 2021 ha eseguito quest'ultimo brano al Tonight Show di Jimmy Fallon. Esibendosi virtualmente a seguito delle regole di isolamento per contrastare la pandemia di COVID-19, è diventata la prima cantante K-pop ad esibirsi al talk show. Il 18 marzo 2021, si è esibita con le due tracce a M Countdown.

## Accoglienza
| Recensione | Giudizio |
| ---------- | -------- |
| NME        |          |

R ha ricevuto recensioni positive dalla critica. Rhian Daly del NME, ha premiato il singolo con 4 stelle su 5, descrivendo come «un testamento senza fronzoli che dimostra che una voce potente e una buona scrittura non hanno bisogno di essere grandi o ostentati per brillare». JT Early per Beats Per Minute, ha dato al singolo una recensione positiva, affermando che R è «un debutto solista vulnerabile e maturo che dimostra notevolmente la voce e le capacità di scrittura di canzoni di Rosé».

## Video musicale
Il video di On the Ground, diretto da Han Sa-min, è stato reso disponibile attraverso il canale YouTube delle Blackpink in contemporanea con il lancio del singolo. Dopo dodici ore, il video musicale ha raggiunto 23 milioni di visualizzazioni, diventando così il video musicale più veloce di un solista a raggiungere 20 milioni di visualizzazioni nella storia del K-pop. Con 41,6 milioni di visualizzazioni in 24 ore, On the Ground detiene il titolo come il video musicale coreano più visto da un solista in 24 ore su YouTube, battendo il record di quasi otto anni detenuto da Psy con la sua Gentleman. È diventato il video musicale più veloce a raggiungere i 100 milioni di visualizzazioni per un'artista solista donna, in sette giorni dopo la pubblicazione. Il giorno successivo, 13 marzo è stato pubblicato un dietro le quinte del video musicale, mentre il 22 marzo successivo è stato pubblicato il video con la sola coreografia.
Il video musicale di Gone, diretto da Kwon Yong-soo, è stato reso disponibile sempre attraverso il canale YouTube delle Blackpink il 4 aprile 2021.

## Riconoscimenti

### Premi dei programmi musicali
- Inkigayo
  - 28 marzo 2021 (On the Ground)[20]

- M Countdown
  - 25 marzo 2021 (On the Ground)[21]
  - 8 aprile 2021 (On the Ground)[22]

- Music Bank
  - 26 marzo 2021 (On the Ground)[23]

- Show Champion
  - 24 marzo 2021 (On the Ground)[24]

- Show! Eum-ak jungsim
  - 27 marzo 2021 (On the Ground)[25]

## Tracce
Testi e musiche di Rosé, Amy Allen, Jon Bellion, Jorgen Odegard, Raul Cubina e Teddy.
Download digitale
1. On the Ground – 2:49
2. Gone – 3:27

Tracce bonus dell'edizione fisica
1. On the Ground (Instrumental)
2. Gone (Instrumental)

## Formazione
- Rosé – voce
- Jorgen Odegard – produzione (On the Ground)
- Ojivolta – produzione (On the Ground)
- Teddy – produzione (On the Ground)
- Jon Bellion – produzione (On the Ground)
- 24 – produzione
- Brian Lee – produzione (Gone)

## Successo commerciale
R ha superato i 400 000 preordini in quattro giorni, diventando il singolo più venduto di un'artista solista coreana. Entro il 15 marzo, R aveva superato mezzo milione di preordini. Dei 500 000 preordini, 400 000 provenivano dai CD, 48 000 dal kit e 52 000 dalle vendite del vinile. Il 17 marzo, è stato riferito che l'album ha battuto il record di vendite della prima settimana su Hanteo tra le artiste soliste, con 280 000 copie vendute in un solo giorno dopo la sua data di uscita fisica.
Negli Stati Uniti, On the Ground ha debuttato alla 70ª posizione della Billboard Hot 100, diventando così la posizione più alta di una solista K-pop nel Paese. La canzone ha raccolto 6,4 milioni di stream, 0,3 milioni di impressioni radiofoniche e 7 500 vendite digitali nella prima settimana. Nel Regno Unito, On the Ground ha debuttato alla 43ª posizione della Official Singles Chart, diventando contemporaneamente la prima e più alta canzone nella classifica per un'artista solista femminile coreana nella classifica. In Canada, ha esordito alla 35ª posizione della Billboard Canadian Hot 100, generando il primo ingresso nella top forty della cantante nel Paese, così come Gone che si è classificato alla 77ª posizione.
In suolo sudcoreano, On the Ground ha debuttato alla 15ª posizione della Circle Digital Chart. La settimana successiva, la canzone è entrata nella top ten insieme a Gone e ha raggiunto la 4ª posizione.

## Classifiche

### Classifiche settimanali
| Classifica (2021-22)                                         | Posizione massima | Posizione massima |
| Classifica (2021-22)                                         | On the Ground     | Gone              |
| ------------------------------------------------------------ | ----------------- | ----------------- |
| Australia                                                    | 31                | —                 |
| Belgio (Fiandre)                                             | 92                | —                 |
| Canada                                                       | 35                | 77                |
| Corea del Sud                                                | 4                 | 6                 |
| Francia                                                      | 196               | —                 |
| Grecia                                                       | 81                | —                 |
| Irlanda                                                      | 49                | —                 |
| Lituania                                                     | 46                | —                 |
| Malaysia                                                     | 2                 | 1                 |
| Perù                                                         | 61                | 70                |
| Portogallo                                                   | 88                | 186               |
| Regno Unito                                                  | 43                | —                 |
| Singapore                                                    | 1                 | 2                 |
| Stati Uniti                                                  | 70                | —                 |
| Ungheria (download)                                          | 6                 | 9                 |
| Vietnam                                                      | 93                | 92                |
| "—" indica una pubblicazione non classificata in quel paese. |                   |                   |

### Classifiche di fine anno
| Classifica (2021) | Posizione     | Posizione |
| Classifica (2021) | On the Ground | Gone      |
| ----------------- | ------------- | --------- |
| Corea del Sud     | 44            | 148       |

## Date di pubblicazione
| Paese         | Data di pubblicazione | Formato                      | Note   |
| ------------- | --------------------- | ---------------------------- | ------ |
| Mondo         | 12 marzo 2021         | Download digitale, streaming | [ 51 ] |
| Mondo         | 16 marzo 2021         | CD                           | [ 52 ] |
| Corea del Sud | 19 aprile 2021        | 7"                           | [ 53 ] |